# سامي تليلي
سامي تليلي، مخرج وكاتب سيناريو ومنتج تونسي.

## السيرة الذاتية
ولد في محافظة القيروان يوم 09 مارس 1985، متحصل على الدكتوراه في الآداب الحديثة من جامعة إكس مرسيليا، فرنسا، و على الماجستير في انتاج الافلام من ماتفيلم سكول لندن، و متكون في الأفلام الوثائقية بورشات فاران في باريس.
بعد فيلمين وثائقين طويلين متوجين بجوائز  "يلعن بو الفسفاط" (2012) "على البار" (2019)، شارك فيلمه الروائي القصير " تسلل واضح" في المسابقة الدولية لمهرجان كلارمان فيران الدولي 2021. اشتغل كذلك ككاتب حوار أو مستشار سيناريو على عدة افلام، كما اشتغل كمدير فني ومبرمج افلام في عدة مهرجانات على غرار " أيام قرطاج السينمائية" (دورة 2015).
اشتغل كعضو مؤسس في مهرجان ڨابس سينما فن الذي أشرف على إدارته الفنية بين 2018 و 2021، ثم تم إختياره سنة 2022 للمشاركة في استفتاء المخرجين لأفضل الافلام في التاريخ الذي ينظمه معهد الفيلم البريطاني.

## فيلموغرافيا
2012 : يلعن بو الفسفاط (وثائقي طويل)
2019 : عالبار (وثائقي طويل)
2021 : تسلل واضح ( روائي قصير)
2022: نهار الكيراتين ( روائي قصير)

## الجوائز
أفضل وثائقي عربي في مهرجان أبو ظبي السينمائي 2012  عن"يلعن بو الفسفاط"
أفضل بحث وثائقي في أيام السينما المغاربية بالجزائر 2013
جائزة لجنة تحكيم التلاميذ في مهرجان الفيلم القصير الفرنكوفوني 2022 عن فيلم "تسلل واضح" 
جائزة الصحفيين في مهرجان اليالي المتوسطية بكورسيكا  2021  عن فيلم "تسلل واضح" 
جائزة أفضل ممثل لمحمد قريع عند دوره في فيلم تسلل واضح في مهرجان القاهرة للفيلم القصير 2021

## وصلات خارجية
صفحة سامي التليلي على قاعدة بيانات السينما العالمية IMDB
صفحة سامي التليلي على قاعدة بيانات السينما العربية